# Тъндърбей
Тъндърбей (на английски: Thunder Bay, на френски: Thunder Bay) е град в провинция Онтарио, Канада. Административен център на окръг Тъндърбей. Населението на града през 2011 година е 108 359 души.

## Побратимени градове
- Сейняйоки, Финландия (от 1974 г.)
- Малка Канада, САЩ (от 1977 г.)
- Дълют, САЩ (от 1980 г.)
- Цзилун, Тайван (от 1988 г.)
- Гифу, Япония (от 2007 г.)